# Hylaeus rufulus
Hylaeus rufulus is een vliesvleugelig insect uit de familie Colletidae. De wetenschappelijke naam van de soort is voor het eerst geldig gepubliceerd in 1908 door Friese.